# ＃とらメロ2 堀江瞬・市川太一の月7
『＃とらメロ2　堀江瞬・市川太一の月7』（ハッシュタグとらめろほりえしゅん・いちかわたいちのルナティックセブン）は、2017年10月2日から2018年9月24日までラジオNIKKEIで月曜日に配信されていたラジオ番組。番組タイトルは＃とらメロ 荻野可鈴のお金が全て?から引用された。

## パーソナリティ
- 堀江瞬[1]
- 市川太一[1]

## コーナー （2018年9月の終了時点）

### ちょい足し！ヒトコトッピング
リスナーのふつおたに、堀江や市川が一言アドリブでちょい足しする

### 漢気しりとり
堀江と市川がテーマに沿ったかっこ良い台詞でしりとり対決

### 月曜日のブラック川柳
ブルーマンデー症候群的な愚痴を5・7・5の川柳で紹介。

### 激甘天使ホリエルとドS悪魔イッチーの「今宵の告白」
お悩み相談コーナー

### おしえてマンガ先生！
漫画好きの市川にお勧め漫画を教えてもらう。

### 妖しい本屋
興味深い一冊をセレクトしていない方がその一冊の一説を朗読する

### 漢道
堀江・市川がお題の何かに挑戦するコーナー。